# サイコギャンブラー破滅的遊戯
『サイコギャンブラー破滅的遊戯』（サイコギャンブラーはめつてきゆうぎ）は、2014年4月23日に公開された日本の映画。

## 概要
主演は前田公輝。2014年4月23日から4月27日までの間、原宿CAPSULEシアターにて公開された。同年5月3日にDVDがリリース。

## ストーリー
主人公・鉄也は、幸運をもたらす少女と不幸をもたらす男の人格を宿す多重人格者。ある日、加賀谷財閥総帥の腹心・水本に集められ、久住が自殺直前に仕掛けた殺人ギャンブルで、 最強ギャンブラーやホスト、女能力者らと闘い、多額の賞金を得ようとする。

## キャスト
- 鉄也：前田公輝
- 水本：内山麿我
- 加賀谷財閥総帥：加瀬信行
- 久住：パンチ佐藤
- 上原璃奈

## スタッフ
- 製作：小浜圭太郎
- 監督・脚本：山本淳一
- 助監督：小山亮太
- プロデューサー：丸山恵子、万谷蒼太
- ラインプロデューサー：黄金旭
- 撮影：橋本篤志
- 録音：雨宮実
- 制作担当：小野修、松川のりすけ
- 美術：ポイズン北浦
- 音楽：前田公輝、古屋美和
- 制作：ASIA PICTURES
- 主題歌：PSYCHE「等価性」、内山麿我「ReBORN」